# نهر بور دانيال الصغير
نهر بور دانييل الصغير (بالفرنسية: Petite rivière Port-Daniel) هو نهر يقع في منطقة غاسبيزي إيل دو لا ماديلين شرق كيبك في كندا. يعبر هذا النهر عدة بلديات ريفية وإقليمية، ويصب في خليج شالور، الذي يتصل بالمحيط الأطلسي عبر خليج سانت لورانس.

## الجغرافيا
ينبع النهر من منطقة جبلية على ارتفاع حوالي 486 مترًا فوق سطح البحر، ويتجه جنوبًا ليصب في خليج شالور. يبلغ طوله نحو 31.4 كيلومترًا، ويتلقى مياهه من عدة جداول وروافد صغيرة.

## البلديات التي يعبرها
يمر نهر بور-دانييل الصغير عبر عدة بلديات تابعة للمجالس البلدية الإقليمية التالية:
- بلدية شيرسي
- بلدية بور-دانييل غاسكون

## البيئة
يمر النهر في بيئات طبيعية متنوعة تشمل الغابات الكثيفة والمروج والوديان، ويُعتبر من الموارد البيئية المهمة في المنطقة لمساهمته في التنوع البيولوجي المحلي، بالإضافة إلى كونه وجهة لممارسة أنشطة مثل صيد السمك والمشي في الطبيعة.

## التسمية
تم تثبيت اسم النهر رسميًا في 5 ديسمبر 1968 من قِبل لجنة التسميات الجغرافية في كيبك (Commission de toponymie du Québec).

## وصلات خارجية
- صفحة النهر في قاعدة بيانات التسميات الجغرافية – حكومة كيبك
- الموقع الرسمي لوزارة الشؤون البلدية في كيبك